# Leduc 0.10
Il Leduc 0.10 fu il primo aereo al mondo a volare, il 21 aprile del 1949, spinto da uno statoreattore.

## Storia del progetto
Il progetto di un aereo spinto da uno statoreattore (o ramjet) fu studiato dall'ingegnere francese René Leduc a partire dal 1938 presso gli stabilimenti della Société anonyme des ateliers d'aviation Louis Breguet. Durante la seconda guerra mondiale, a seguito dell'invasione da parte dell'esercito tedesco, Leduc spostò prima le attività nel sud della Francia e, verso la fine del 1940, sospese lo sviluppo nascondendo i componenti fino ad allora costruiti in vari stabilimenti nei dintorni di Tolosa. Dopo la guerra Leduc riprese la costruzione del suo prototipo che fu completato nel 1947.
Dal momento che uno statoreattore non può generare una spinta a punto fisso (o comunque a velocità relativamente basse), fu necessario studiare un sistema di trasporto e sgancio in volo da un aereo-madre, un SE-161 Languedoc appositamente modificato, in grado di permettergli di raggiungere la velocità minima di funzionamento del motore.
Dopo i primi voli vincolati, il 21 ottobre 1947 iniziarono le prove in volo planato. Il 21 aprile 1949 il motore fu acceso in volo, per dodici minuti a metà potenza, spingendo il velivolo ad una velocità di 680 km/h. Successivamente l'aereo dimostrò l'efficacia della propulsione ramjet applicata ad un velivolo raggiungendo una velocità di Mach 0,84 e ratei di salita (39,6 m/s) superiori ai migliori aerei da caccia del tempo.
Dei due prototipi di 0.10 originariamente costruiti, uno fu distrutto in un incidente nel 1951 e l'altro gravemente danneggiato l'anno successivo.
Il progetto continuò con il Leduc 0.21 che iniziò le prove in volo il 16 maggio del 1953.

## Tecnica
L'abitacolo del pilota era ricavato nella struttura più interna della fusoliera, che costituiva anche la spina centrale della presa d'aria dello statoreattore. Era pressurizzato e, in caso di emergenza, poteva essere sganciato dal resto del velivolo. Per garantire un minimo di visuale laterale al pilota furono ricavate delle piccole aperture vetrate nella parete della fusoliera più esterna, struttura dello statoreattore vero e proprio.
L'aria in ingresso al motore era rallentata e compressa dalla geometria della presa d'aria. A causa della notevole portata richiesta, fu appositamente sviluppata dalla Société Jacottet una turbopompa in grado di garantire la quantità di combustibile necessaria ad alimentare la camera di combustione.
La velocità minima alla quale il motore era in grado di fornire una spinta era di 322 km/h che veniva raggiunta, una volta sganciatosi dal velivolo madre, dopo una breve picchiata.
Il carrello di atterraggio era costituito da una coppia di ruotini retrattili disposti in tandem assistiti da un pattino posteriore.

### 0.16
Per migliorare il controllo dell'aereo all'atterraggio (quando il motore ramjet non è in grado di fornire una spinta) fu progettata una versione dotata di due piccoli motori turbogetto Turbomeca Marbore I installati sulle estremità alari che, comunque, non erano in grado di garantire la spinta necessaria ad un decollo autonomo. Il primo esemplare di questa versione volò l'8 febbraio del 1951, ma dopo pochi mesi, in seguito a problemi di sincronizzazione dei motori e flessione delle ali, fu riconvertito alla versione 0.10. Questo esemplare è attualmente esposto al Musée de l'Air et de l'Espace di Le Bourget.